# Joseph Fiems
Joseph Fiems va ser un gimnasta artístic belga que va competir a començaments del segle xx.
El 1920 va prendre part en els Jocs Olímpics d'Anvers, on va guanyar la medalla de bronze en el concurs per equips, sistema suec del programa de gimnàstica.